# HTV-3

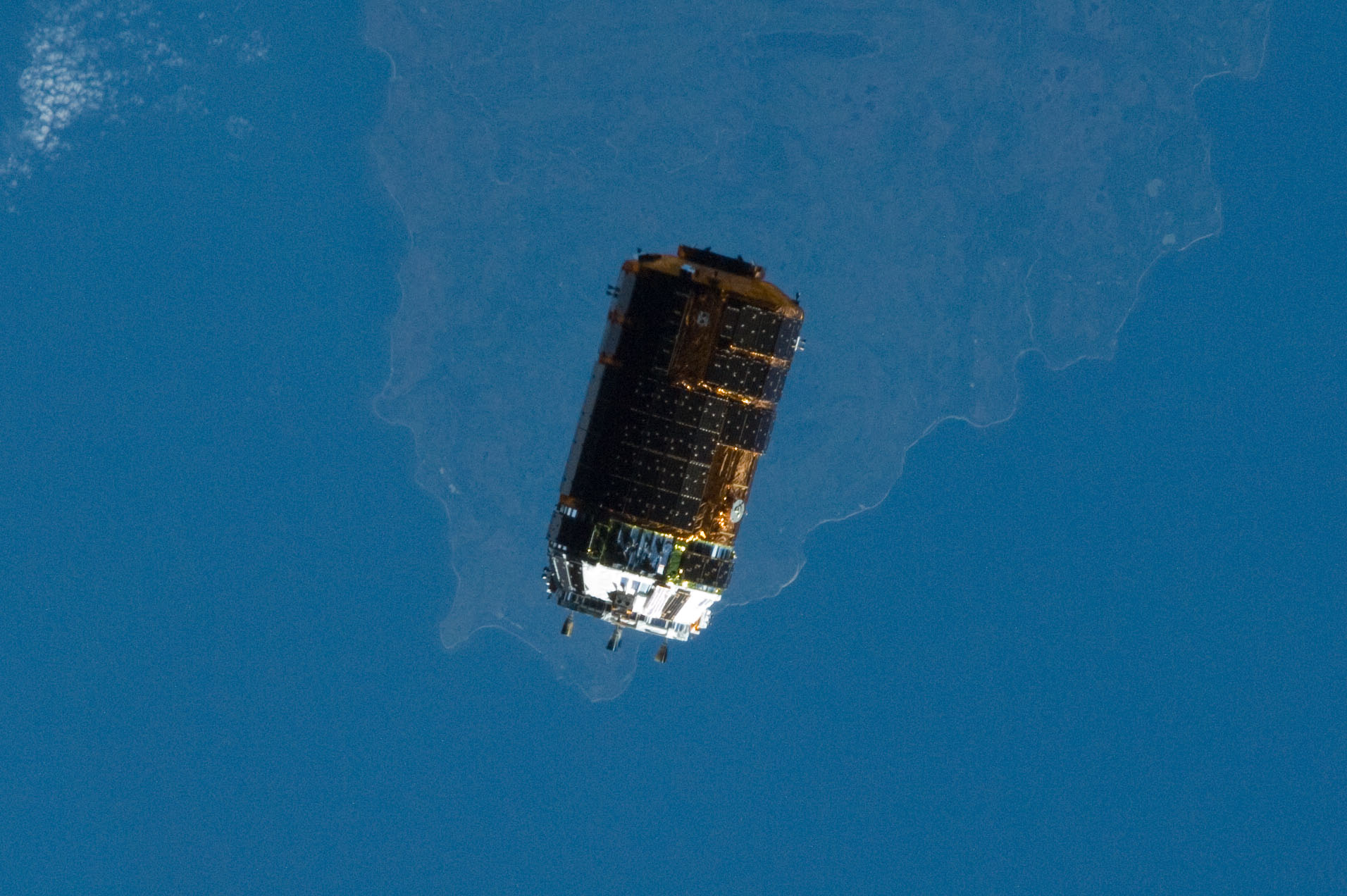
Fotografía de la cápsula HTV-3 desde la Estación Espacial Internacional.

HTV-3 (H-II Transfer Vehicle-3), también conocido como Kounotori 3 (こうのとり3号機; trad.: "cigüeña blanca"), es el tercer vehículo de transferencia H-II japonés. Fue lanzado el 21 de julio de 2012 para abastecer a la Estación Espacial Internacional (ISS) a bordo de un cohete H-IIB (H-IIB F3) fabricado por MHI y la JAXA. El HTV-3 llegó hasta la ISS el 27 de julio de 2012, y el ingeniero de vuelo de la Expedición 32 y astronauta de la JAXA Akihiko Hoshide utilizó el Canadarm2 de la estación para instalar la cápsula en su puerto de acoplamiento en el módulo Harmony a las 14:34 GMT.
Después de descargar los suministros, el HTV-3 fue cargado con residuos y desechos de la ISS, tras lo que fue desatracado de la estación el 11 de septiembre, destruyéndose durante la reentrada en la atmósfera terrestre el 14 de septiembre de 2012.